# 거인

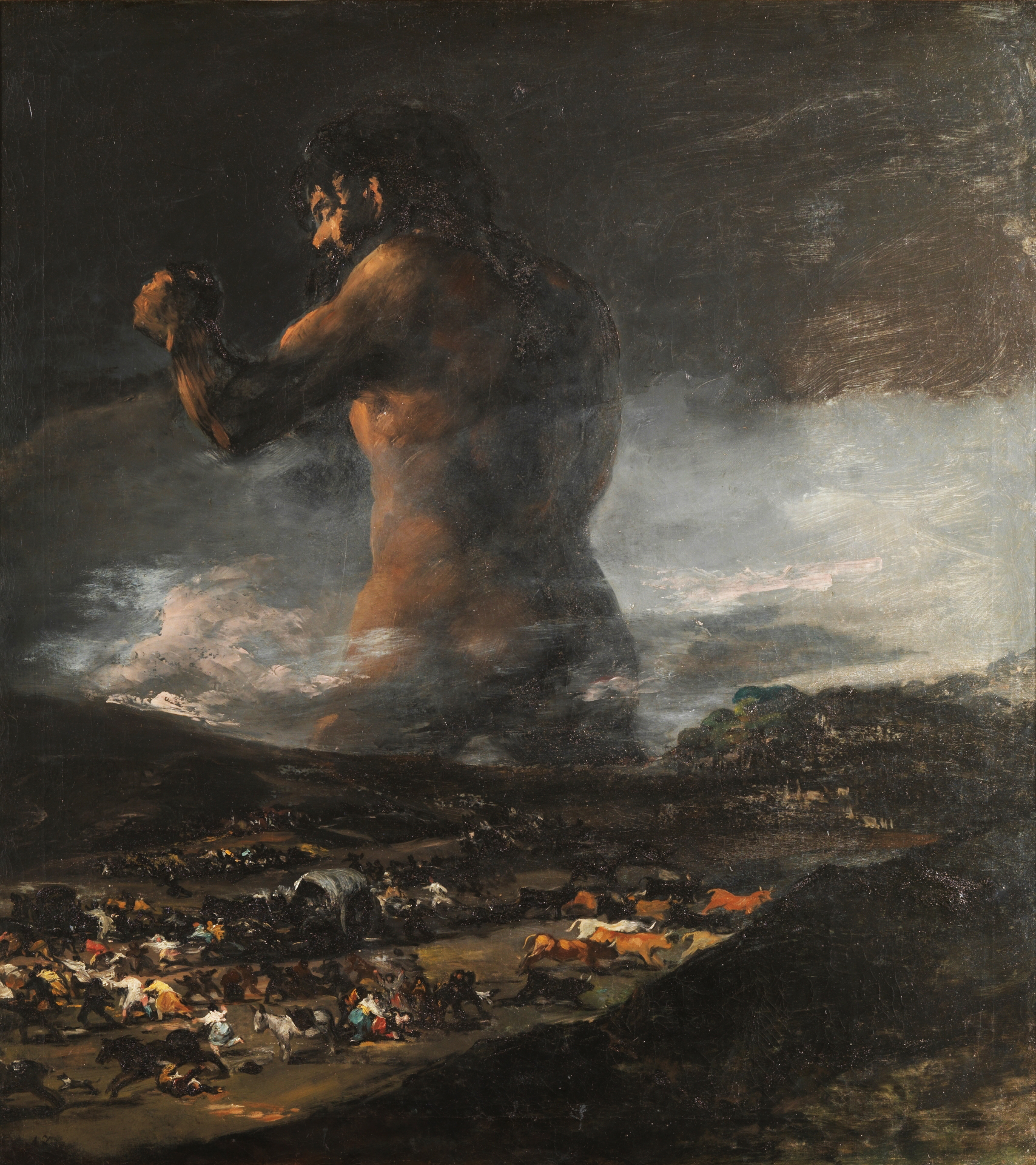
거인 (그림)

거인(巨人, 영어: giant)는 여러 가지 신화나 전설, 판타지에 등장하는 전설의 생물의 일종으로, 장신·거체의 신이나 인간 혹은 인형의 생물, 아인간이다.
영어의 자이언트·자이언츠(giant(s))는 그리스 신화의 기가스(기간테스)에 유래한다. 또 티탄(타이탄) 등, 신(神)인 경우는 거신(巨神)이라 쓰는 일도 있다.
지능이 낮고 난폭하고, 사람을 먹는 경우가 많지만, 영리하고 우호적이기도 하고, 초고대의 생존이 되어 있기도 한다. 많은 거인은 낡은 시대의 신의 신앙이 남은 것이라고도 일컬어지고 있다. 북유럽 신화의 거인에 대해서도 같은 가설이 19세기말 액셀 오르릭크에 의해서 제시되었지만, 조르주 뒤메질은 「겔매니아에도 카프카스에도 또 유럽의 어떠한 곳이든, 「거인 숭배」되는 것은 결코 존재하지 않았다」(「듀메질 콜렉션 4」p. 150)로서 이것을 부정했다.

## 목록

### 그리스 신화
- 가이아의 아이들
  - 헤카톤케이레스 - 50 마리백수의 거인.
  - 키클롭스 - 한쪽 눈의 거인.
  - 티탄 신족(거신족, 영타이탄) - 제우스의 전의 시대의 신.
  - 기가스 족(기간테스) - 불사에 가까운 거인.
  - 알비온 - 해신 포세이돈과 정실 암피트리테의 사이에서 태어난 거인.

### 아브라함 계통의 종교
- 골리앗 (고라이아스) - 사무엘기에 등장하는 페리시테인의 거인 병사.
- 네피림 - 「창세기」나 위전 「희년서」 등에 전해지는 거인이라고 번역되는 이름. 「에녹서」등에서 그리고리와 인간의 딸의 사이부터 태어난 거인과 동일시 된다.

### 북유럽 신화
- 요툰
- 산의 거인
- 수르트
- 트롤

### 일본 신화
- 다이다라봇치 (다이타보우, 다이란보우) - 일본 각지의 전설에 등장하는 거인.
- 토호쿠의 짚인 - 동북지방으로부터 관동지방에 전해지는 큰 남자. 카시마님, 쇼우키모양, 오니오우모양 등이라고도 불린다.
- 야고로 인형도응 - 미나미큐슈에 전해지는 큰 남자.
- 카탄나바 - 오키나와현 이에촌에 전해지는 큰 남자.
- 아만츄 - 오키나와현 사시키 초에 전해지는 신장 3미터의 천인.

### 인도 신화
- 쿠바카르나 - 힌두교의 서사시 「라마야나」에 등장하는 악마 군단의 비장의 카드가 된 거인. 6개월 충분히 자는 것으로, 1일만 불사신의 몸이 되어, 반나절에 라마가 인솔한 원숭이 군단의 4분의 1을 물어 죽였다(하누만을 기절시키는 전투력을 자랑하는 것도 목을 튕겨졌다).
- 다이티야 - 인도 신화의 거인족
- 푸루샤 - 인도 신화에 등장하는, 세계의 기초가 된 거인

### 기타 전승
- 리토 - 「브리타니아 열왕사」 등 아서왕의 전설에 등장하는 거인.
- 트니트 - 이뉴잇 (에스키모)의 전언으로, 마음 상냥한 거인.
- 반고 - 중국 신화에 등장하는, 세계의 기가 된 거인.
- 마고 - 한국 신화에 등장하는 거인

## 같이 보기
- 거인증